# Lorenzo Geyres
Lorenzo Geyres ist eine Ortschaft im Westen Uruguays. 

## Geographie
Sie befindet sich im 11. Sektor des Departamento Paysandú jeweils einige Kilometer nordöstlich von La Constancia bzw. südwestlich der Ortschaft Queguayar. In nördlicher Richtung liegt Quebracho. Wenige Kilometer südlich der Ortschaft fließt der Río Queguay Grande, zwischen dessen beiden rechtsseitigen Nebenflüssen de Agesta und de las Piedras Lorenzo Geyres gelegen ist.

## Geschichte
Lorenzo Geyres wurde am 29. Mai 1928 per Gesetz zum Pueblo erklärt. Der Name des Ortes ist auf den dort an der Estación Queguay ansässigen gleichnamigen Estanciero zurückzuführen.

## Wirtschaft und Infrastruktur

### Wirtschaft
Östlich des Ortes betreibt die ANCAP den Steinbruch Queguay zum Abbau von Kalkstein.

### Verkehr
Durch Lorenzo Geyres führt die Bahnstrecke Chamberlain–Salto mit dem dortigen Bahnhof, der seit 1890 bestehenden Estación Queguay. Östlich des Ortes verläuft die Ruta 3, über die man Anschluss an die Departamento-Hauptstadt Paysandú hat.

### Bildung
In Lorenzo Geyres gibt es mit der Escuela Nº 48 auch eine Schule.

### Kultur
Lorenzo Geyres ist Austragungsort des Wildschweinjagdfestes Festival de la Caza del Jabalí, bei dessen dritter Ausrichtung etwa 3000 Teilnehmer gezählt wurden.

## Einwohner
Die Einwohnerzahl von Lorenzo Geyres betrug bei der letzten Volkszählung 674 (Stand 2004).
| Jahr | Einwohner |
| ---- | --------- |
| 1963 | 517       |
| 1975 | 474       |
| 1985 | 428       |
| 1996 | 573       |
| 2004 | 674       |

Quelle: Instituto Nacional de Estadística de Uruguay